# Red Moon
Red Moon je eden od priljubljenih osvežilnih koktajlov z beherovko. 

## Sestavine
- 4 cl Becherovke
- 15 cl soka črnega ribeza
- 5 cl sodavice
- rezina pomaranče
- led

## Priprava
Pripravlja se praviloma v visokem kozarcu, ki se proti vrhu širi. Najprej nalijte Beherovko in sok črnega ribeza ter ju zmešajte, nato jima dodajte sodavico in primerno količino ledu. Okrasite z rezino pomaranče.